# 中国一夜
《中国一夜》（英語：1 Night in China，又译“北京一夜”）是职业摔角手肖恩·瓦特曼与乔安·劳瑞尔出演的一部色情片，2004年由红灯区电影发行。这也是劳瑞尔首次拍摄色情片。2009年，劳瑞尔拍摄了续集《中国另一夜》（Another Night in China），之后她又陆续拍摄了一些色情电影。

## 名称
电影的标题是一个文字游戏，劳瑞尔在世界摔角协会代号为“柴娜”（Chyna），其发音与中国的英文名“China”类似。类似的命名还有帕丽斯·希尔顿的性爱录像带《芭黎絲的1夜》，同样由红灯区电影发行。

## 剧情
电影据称是两人在2004年初去北京旅游时拍摄，影片包含肛交、阴道、口交等镜头，并特别将肛交场景作为影片的高潮。在很多影片中瓦特曼似乎受到吸食大麻的影响，后来他在采访中承认了这一点。

## 发行
据红灯区电影称，《中国一夜》销量超过10万，瓦特曼与劳瑞尔也获得了部分利润。这部影片推动了劳瑞尔的生涯发展，2005年她客串了电视剧《超现实生活》中的一个角色。

## 评价
2006年1月，《中国一夜》获成人影带新闻奖年度最畅销影片。